# 도베르만 핀셔

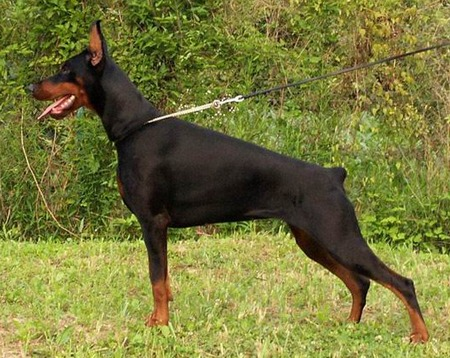
도베르만 핀셔

도베르만 핀셔(Doberman Pinscher)는 독일 원산의 사역견으로 예민성과 굳은 의지가 있으며, 행동력에서도 우수하다. 체격은 비교적 큰 편으로, 수컷은 몸길이가 66-71cm, 암컷은 61-66cm이며, 영리하고, 견고한 골격과 다부진 근육을 가지고 있다. 귀는 다소 짧으며 머리는 쐐기꼴이다. 몸통은 짧지만 뒷다리가 잘 발달되어 있다. 꼬리는 얇고 길하다. 털은 짧고 검은색·붉은색·파란색의 3가지 빛깔로 되어 있다.
흔히들 도베르만 하면, 짧고 뾰족하게 서 있는 귀와 짧은 꼬리를 떠올리기 마련인데, 사실 이는 자연 그대로의 모습이 아닌, 성형수술을 거친 인공적인 모습이다. 본래는 꼬리도 길고, 귀도 비글 등의 귀와 비슷하게 아래로 쳐지는 형태이다. 꼬리는 태어나고 나서 곧 잘라내고, 귀의 경우 생후 7주에서 9주 사이에 수술을 거쳐 잘라서 새운다. 이때 한동안은 교정기를 차고 다녀야 한다. 그것을 안 언론은 동물학대라며 이런 성형을 금지하자는 캠페인도 조만간 생길 예정이다. 같은경우로는 웰시코기가 꼬리를 잘라서 없애는 수술을 한다.
대한민국 법제상 동물보호법 시행규칙 제12조에 따라 로트바일러, 핏불 테리어 등과 함께 맹견으로 지정되어 나이가 3개월을 넘어가면 목줄과 입마개를 의무적으로 착용하여야 한다.

## 역사
1865년과 1870년 사이에 독일의 세무조사관 루이스 도베르만은 경비견을 만들 목적으로 다양한 품종 교배를 실시하였고, 그 결과 탄생한 품종이 도베르만이다. 도베르만이 어떤 과정을 거쳐 육종되었는지는 알려지지 않았지만, 로트바일러, 핀셔, 맨체스터 테리어, 그레이하운드와 그 지방 재래의 소몰이 개들을 교배한 것으로 추정되고 있다. 도베르만은 1900년에 독일의 켄넬 클럽(Kennel Club)에서 공인되었고, 1차 세계대전에서는 독일군들에게 경비견과 정찰견으로 활용되기도 하였다. 현재도 도베르만은 세계에서 경찰견으로 활동하는 중이다.

## 특징
도베르만은 미국과 영국에서는 사역견으로, 오스트레일리아에서는 실용견으로 분류된다. 원기왕성하고 주의 깊으며 단호하고 충직하면서 순종적이다. 크기에 비해 몸무게가 굉장히 많이 나가며 근력이 강하다. 체형은 사각형 모양이고 가슴은 근육질로 잘 발달되어 있으며 복부가 치켜올라가 있다. 몸매가 매끈한 유선형이다. 머리는 길이가 길고 앞이 뭉툭하다. 눈은 아몬드 모양으로 색깔은 갈색이며, 코의 색이 털 색에 따라 달라지며 입술이 턱 위쪽에 붙어 있다. 다리는 앞다리가 일직선이고 뒷다리는 서로 간격이 넓으며 평행을 이룬다. 뒷다리의 힘이 매우 강하다. 발은 발가락이 아치 모양이고 며느리발톱을 제거할 필요가 있다. 꼬리는 척추선을 따라 이어져 있는데, 첫째나 둘째 관절에서 잘라내는 경우가 많다.

## 질병
주요 질병으로는 갑상선암, 위염, 아토피 등이 있다.